# Maison Govaerts
 (août 2025).
La Maison Govaerts est un édifice de style Art nouveau situé au no 112 de la rue de Liedekerke à Saint-Josse-ten-Noode, une des 19 communes composant la Région de Bruxelles-Capitale en Belgique.

## Historique
La maison, initialement construite en style néo-classique en 1864, a été réaménagée en 1899 en style Art nouveau par l'architecte Léon Govaerts, pour son usage personnel.
L'immeuble a été rénové en 1995 par la commune de Saint-Josse-ten-Noode qui en a fait un centre récréatif et le siège de permanences sociales et juridiques.
Il fait l'objet d'un classement au titre des monuments historiques depuis le 29 juin 2000.

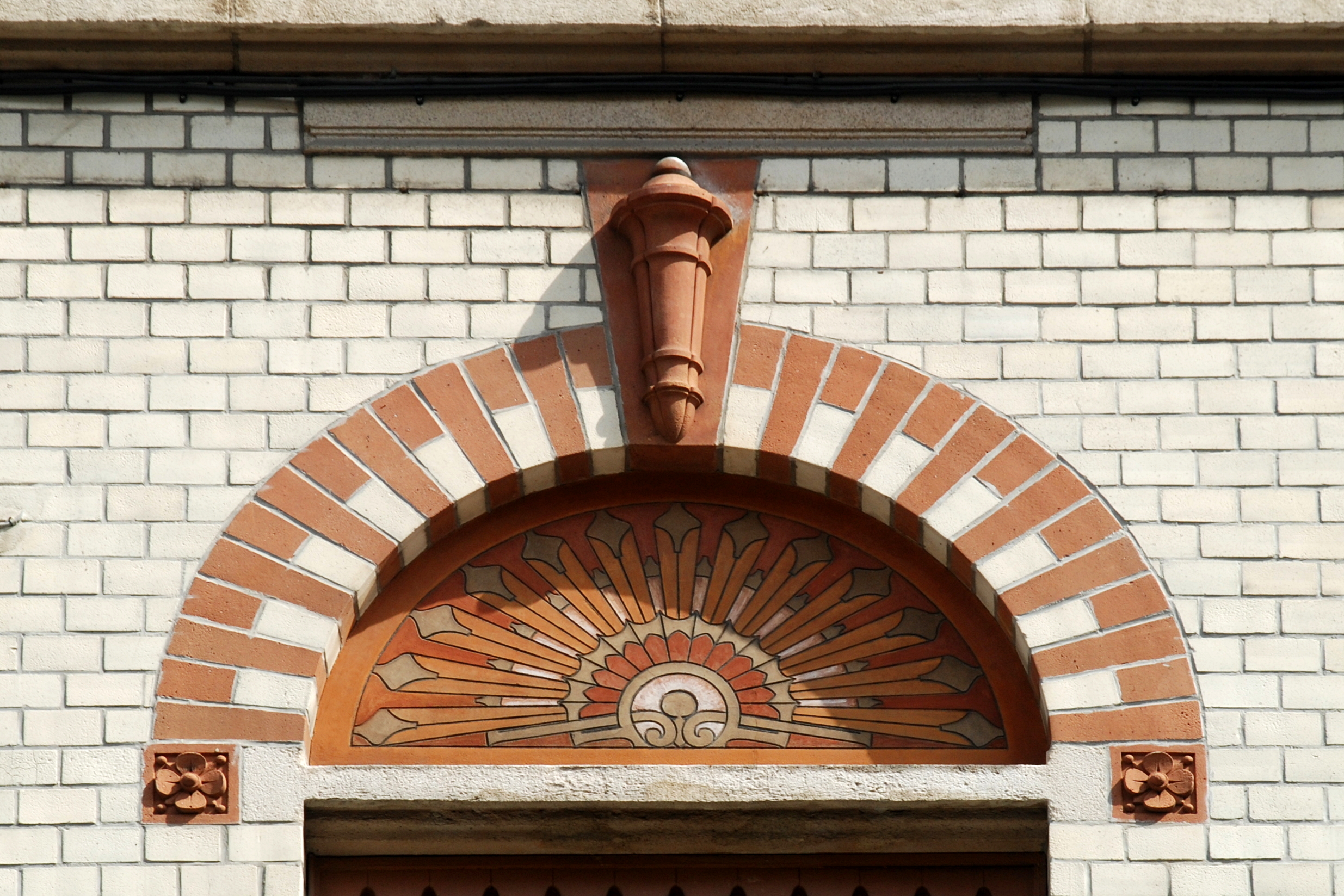
Sgraffite et arc polychrome.

## Architecture

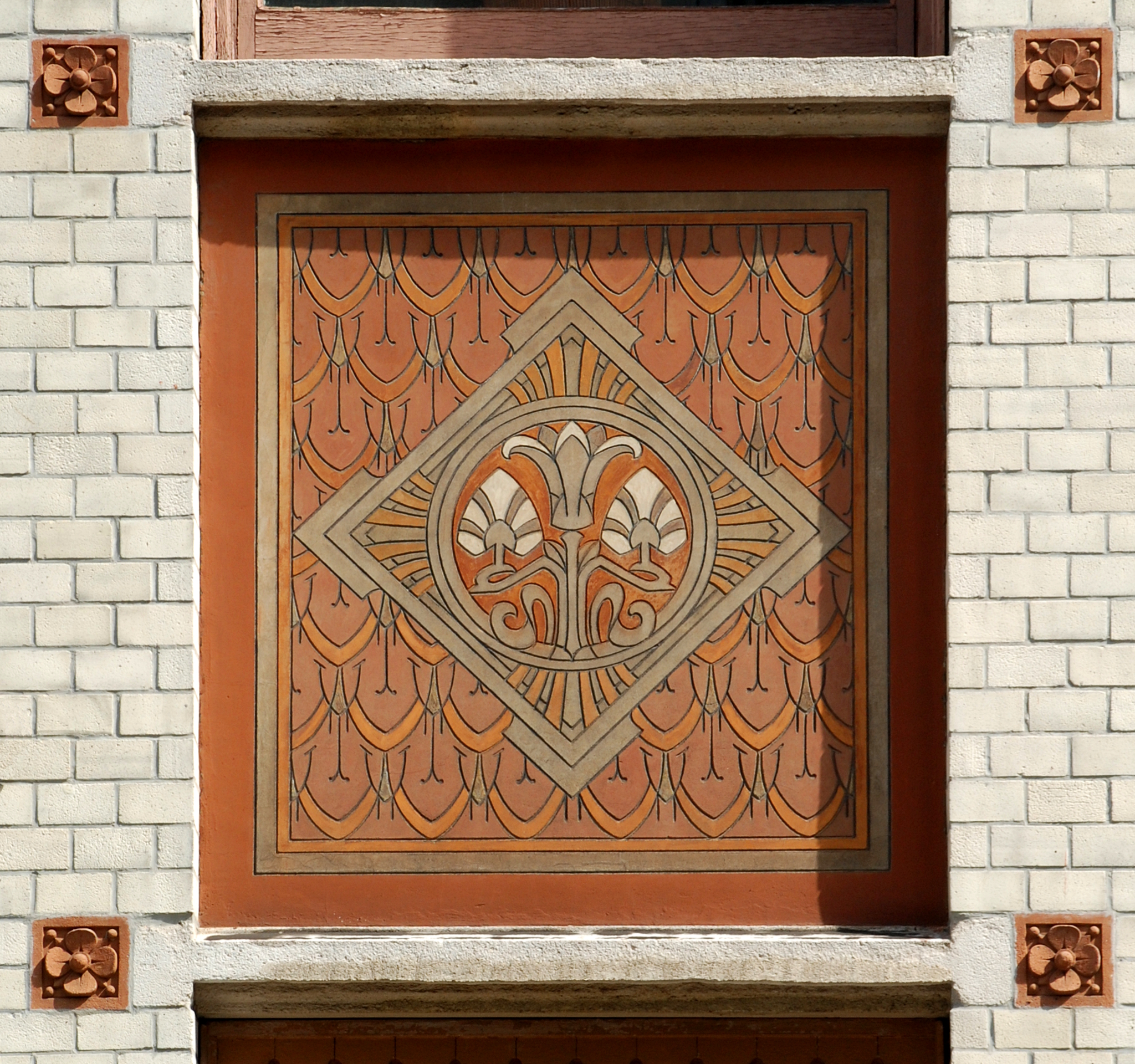
Sgraffite.

### Polychromie de la façade
La caractéristique la plus marquante de la façade est la polychromie qui résulte de la combinaison de plusieurs matériaux : la brique blanche vernissée, la brique rouge des claveaux et la pierre bleue du soubassement.
Cette polychromie est renforcée par la présence de sgraffites à dominante orange et d'éléments ornementaux en terre cuite, par la couleur brune des châssis de fenêtres et par la couleur grise de l'oriel et de la corniche.

### Structure de la façade
La façade compte cinq travées et trois étages.
La travée centrale, en légère saillie, possède une porte cintrée à claveaux rouges et blancs surmontée d'un oriel rectangulaire. Cet oriel en métal gris clair est supporté par deux consoles dont l'ornementation est typique de l'Art nouveau géométrique. Il est orné à sa base et à son sommet de sgraffites figurant des motifs végétaux, dans des teintes orange, beige et blanche.
Les quatre travées latérales confèrent à la façade un bel élan, grâce à l'alignement vertical des fenêtres du rez-de-chaussée et des fenêtres du premier étage.
Cet élan vertical est accentué par les sgraffites qui relient les fenêtres de ces deux niveaux, ainsi que par les sgraffites à motifs rayonnants et les arcs de décharge aux claveaux rouges et blancs qui surmontent les fenêtres du deuxième. Ces arcs sont ornés, à la clé, d'une décoration en terre cuite en forme de torche.
Séparé du deuxième étage par un puissant cordon de pierre, le troisième étage est percé de cinq paires de fenêtres géminées ornées de motifs Art nouveau au sommet du meneau de pierre et des piédroits.
La façade est couronnée par une impressionnante corniche Art nouveau dont la couleur gris clair répond à celle de l'oriel.
Lors de la restauration de l'immeuble achevée en 1995, la structure métallique de l'oriel, profondément dégradée, a été remplacée par une structure contemporaine en acier, discrète et intégrant une restitution à l'identique des sgraffites anciens.

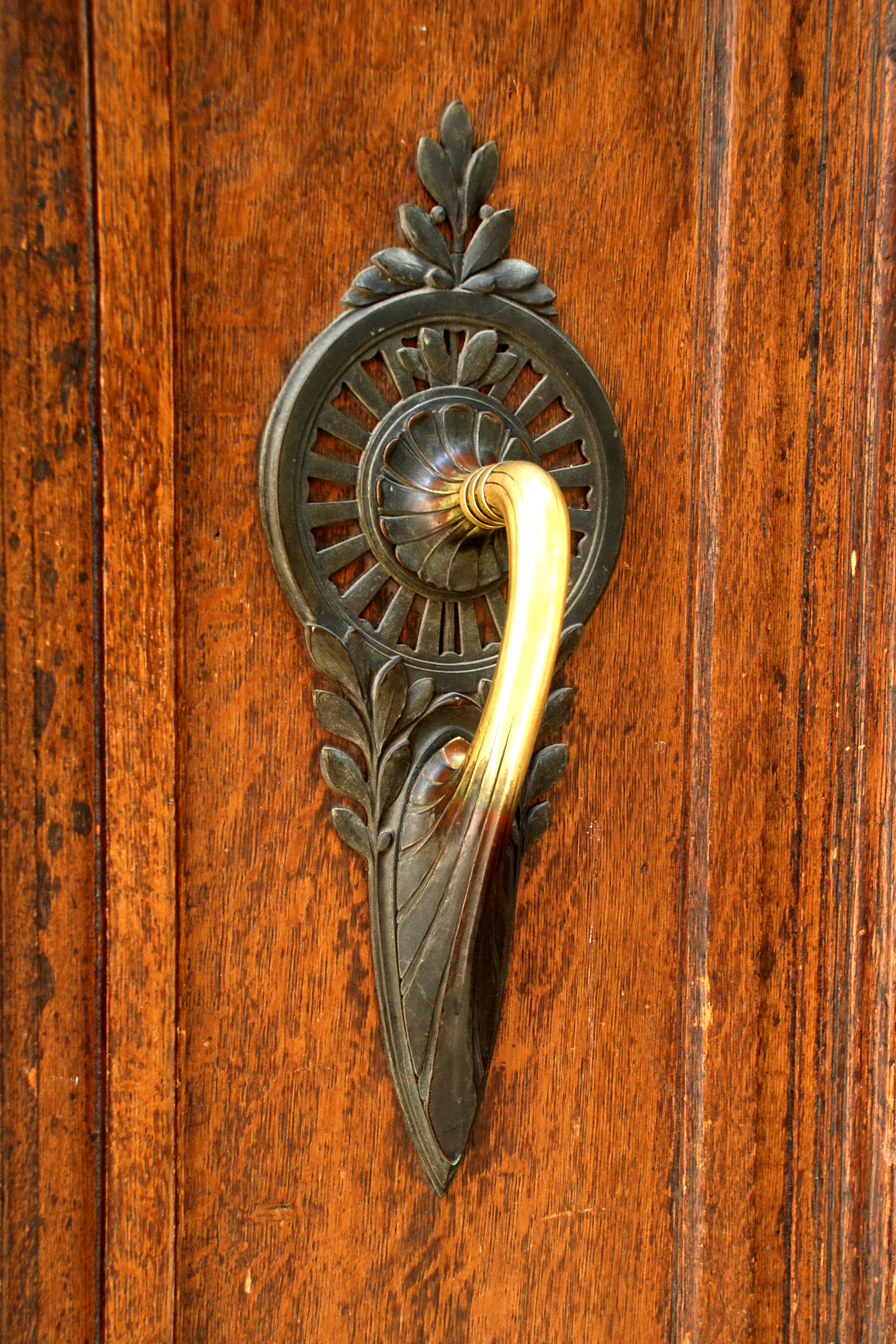
La poignée de porte.
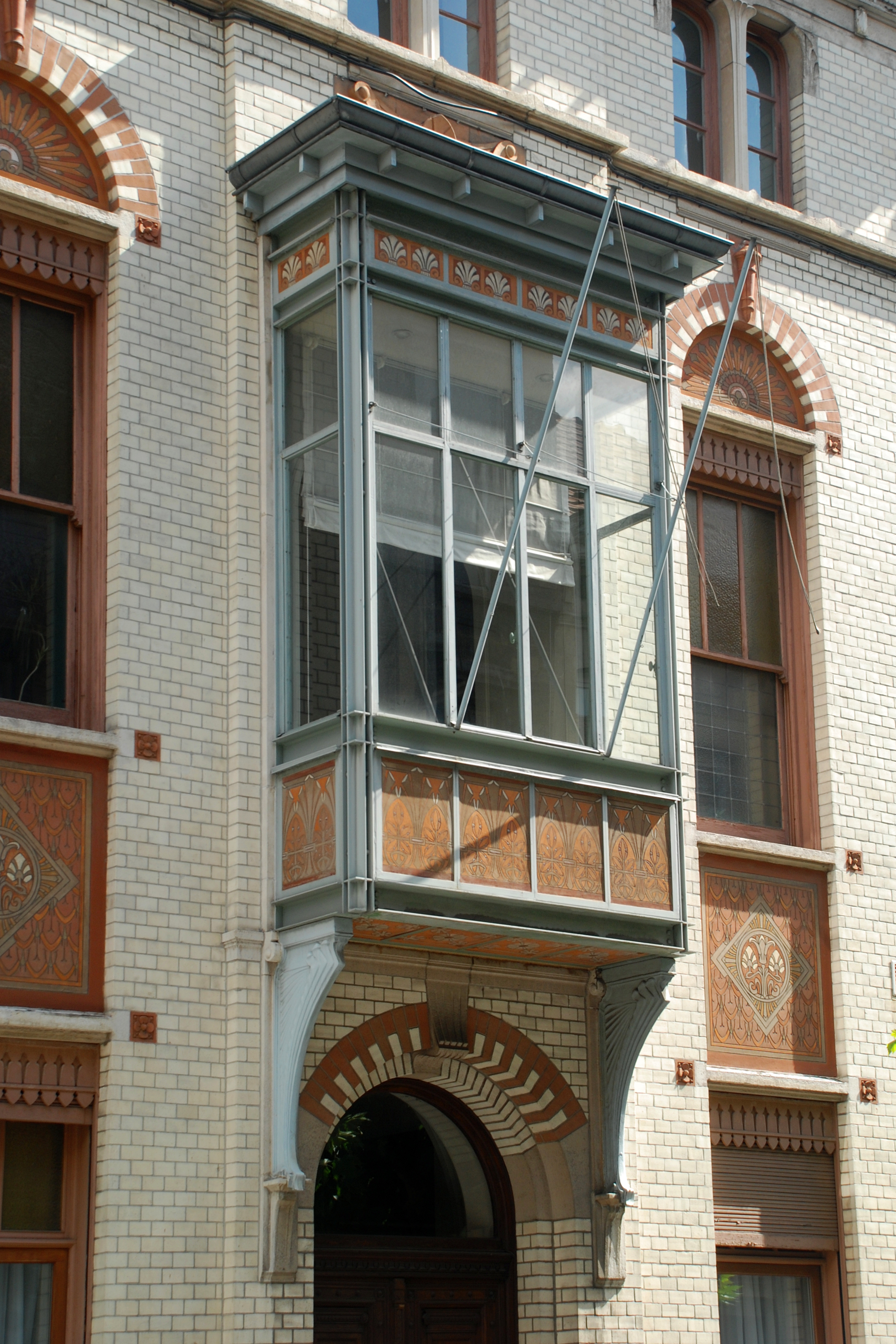
L'oriel.
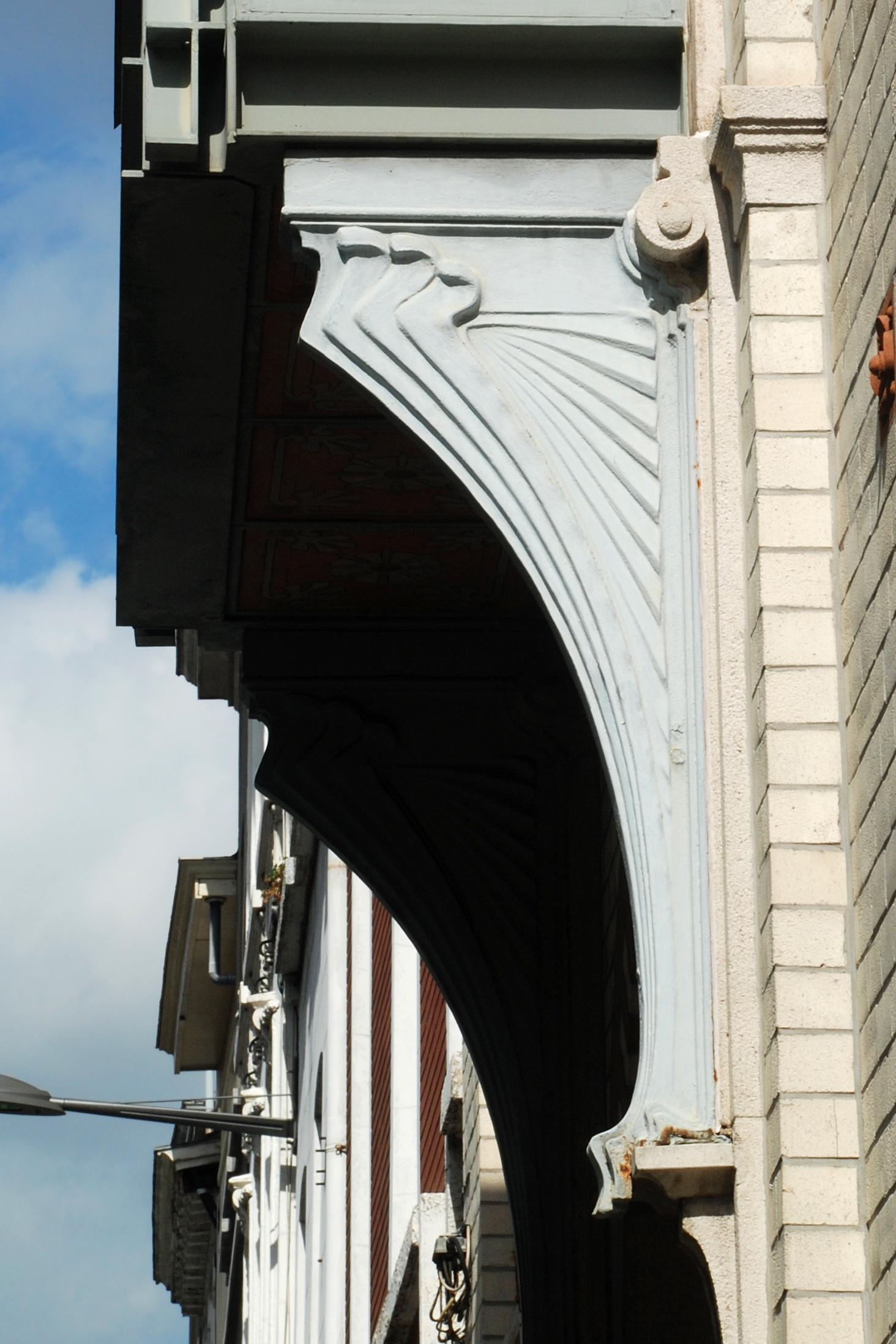
Console de l'oriel.

### Intérieur
La division néo-classique de l'espace intérieur autour d'un hall et d'une cage d'escalier à double volée n'a pas été modifiée par Léon Govaerts qui a ajouté un jardin d'hiver dans l'enfilade de la salle à manger. La décoration Art nouveau se résume à la corniche en stuc à motifs végétaux de la salle à manger, aux vitraux à motifs floraux de la verrière et de l'imposte de la porte du jardin d'hiver, de la cage d'escalier et du couloir de service et, enfin, à la balustrade en fer forgé de l'escalier.